# Shivkumar Sharma
Pour les articles homonymes, voir Sharma.
Shivkumar Sharma, né le 13 janvier 1938 à Jammu et mort le 10 mai 2022 à Bombay, est un virtuose indien du santoor, un instrument folklorique du Cachemire qu'il a transformé et adapté pour pouvoir y interpréter la musique hindoustanie, la musique classique de l’Inde du Nord.
Son nom est souvent précédé du titre honorifique de pandit.

## Biographie

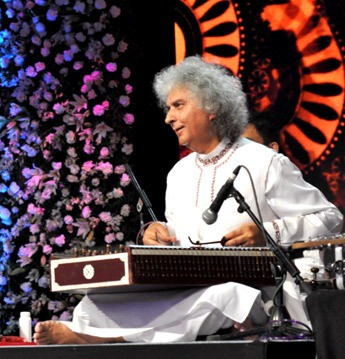

Shivkumar Sharma a reçu sa formation musicale de son père, au tablâ.

## Discographie
- 1964 : Santoor & Guitar, avec Brij Bhushan Kabra
- 1967 : Shivkumar Sharma
- 1967 : Call of the Valley avec Brij Bhushan Kabra et Hariprasad Chaurasia
- 1982 : ...When Time Stood Still!, avec Zakir Hussain (album live)
- 1987 : Rag Madhuvanti & Rag Misra Tilang, avec Zakir Hussain
- 1988 : Hypnotic Santoor
- 1991 : Maestro's Choice, Series One
- 1991 : A Sublime Trance
- 1991 : The Glory of Strings
- 1991 : Rāga Purya Kalyan, avec Zakir Hussain
- 1993 : Rag Rageshri, avec Zakir Hussain
- 1993 : Rāga Bhopali vol I
- 1993 : Rāga Kedari vol II
- 1993 : Varshā – A Homage to the Rain Gods
- 1994 : Sound Scapes, Music of the Mountains
- 1994 : Hundred Strings of Santoor
- 1994 : The Pioneer of Santoor
- 1994 : Raag Bilaskhani Todi
- 1994 : A Morning Raga Gurjari Todi
- 1994 : Feelings
- 1996 : The Valley Recalls - In Search of Peace, Love & Harmony, avec Hariprasad Chaurasia
- 1996 : The Valley Recalls - Rāga Bhoopali, avec Hariprasad Chaurasia
- 1996 : Yugal Bandi, avec Hariprasad Chaurasia
- 1999 : Maestro's Choice, Series Two
- 1999 : Sampradaya
- 1999 : Rasdhara, avec Hariprasad Chaurasia
- 2001 : Live : Saturday Night in Bombay, enregistré à Bombay, groupe Remember Shakti avec John McLaughlin, Zakir Hussain et de nombreux autres musiciens. Compositeur du titre Shringar
- 2002 : Ananda Bliss, avec Zakir Hussain
- 2002 : The Flow of Time, avec Zakir Hussain
- 2002 : Sangeet Sartaj
- 2003 : Vibrant Music for Reiki
- 2004 : Sympatico (Rāga Charukeshi) avec Kishan Maharaj
- 2004 : The Inner Path (Rāga Kirvani) avec Shaafat Ahmed Khan
- 2007 : Essential Evening Chants, avec Hariprasad Chaurasia